# Il mio viaggio in Italia
 Il mio viaggio in Italia és una pel·lícula documental italo-estatunidenca dirigida per Martin Scorsese, estrenada el 1999.
La pel·lícula té una durada de més de quatre hores en què es mostren i són comentades pels autors fragments de pel·lícules dels més grans cineastes italians Luchino Visconti, Vittorio De Sica, Federico Fellini, Roberto Rossellini.
L'obra és un homenatge al cinema que el cineasta ha estimat des de la infància, i que tindrà una gran influència en la seva carrera de director.
Va ser presentada fora de concurs en el Festival de Canes 2001

## Argument
Documental sobre el cinema italià. Pel·lícules comentades:
Dirigida per Giovanni Pastrone
- Cabiria (1914)

Dirigida per Alessandro Blasetti
- La corona di ferro (1941)
- Fabiola (1948)

Dirigida per Roberto Rossellini
- Roma, ciutat oberta (1945)
- Paisà (1946)
- Germania anno zero (1948)
- L'amore (episodi: Il miracolo) (1948)
- Stromboli terra di Dio (1950)
- Francesco, giullare di Dio (1950)
- Europa '51 (1952)
- Viaggio in Italia (1954)

Dirigida per Vittorio De Sica
- Sciuscià (1946)
- Ladri di biciclette (1948)
- Umberto D. (1952)
- L'oro di Napoli (1954)

Dirigida per Luchino Visconti
- Ossessione (1943)
- Giorni di gloria (1945)
- La terra tremola (1948)
- Senso (1954)

Dirigida per Federico Fellini
- I vitelloni (1953)
- La dolce vita (1960)
- 8½ (1963)

Dirigida per Michelangelo Antonioni
- L'avventura (1960)
- L'eclisse (1962)

## Repartiment
- Martin Scorsese